# 袁裕豪
袁裕豪，美國國務院外交官及前國安會官員、美國駐馬爾地夫大使提名人選。其於2020年至2021年間出任國務院國際組織事務局首席副助卿，此前亦曾派駐美國駐華大使館、美國在台協會與美國駐廣州總領事館等多個機構。

## 經歷

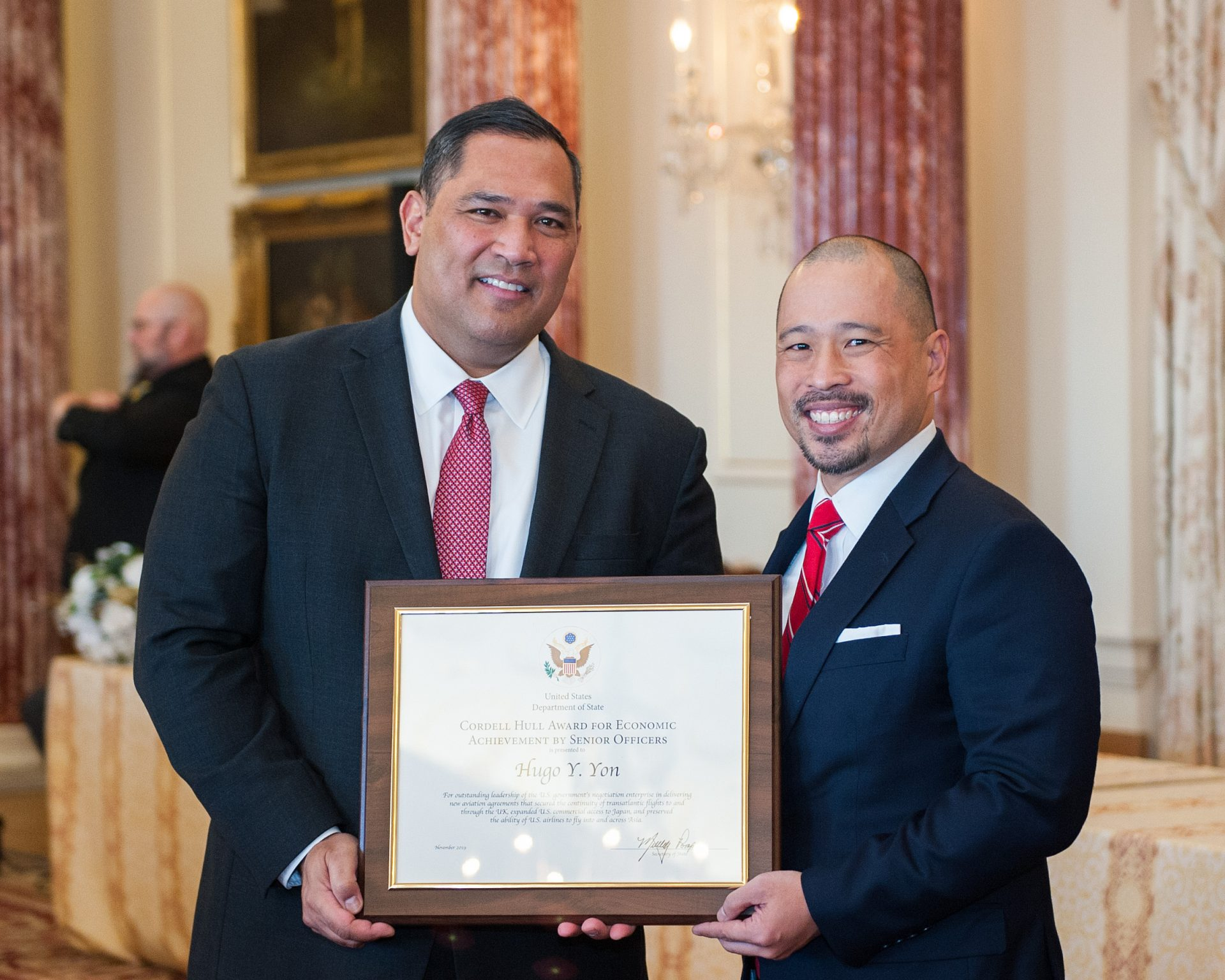
袁裕豪（右），2019年獲頒美國國務院科德尔·赫尔資深官員經濟成就獎

袁裕豪擁有加利福尼亞大學柏克萊分校政治經濟學學士學位及普林斯頓大學公共與國際事務學院經濟學、公共政策碩士學位。他通曉中文、粵語、印尼語。
1999年加入外交體系服務後，袁裕豪先後派赴駐廣州總領事館及美國在台協會服務，並曾任駐華大使館二等秘書。2008年至2009年間，他替國務院經濟事務助卿擔任東亞經濟、國際金融發展、通訊及資訊政策特別助理。2012年時，其因於美國駐印尼大使館服務期間增進美國在印尼的環境利益，而獲贈弗蘭克·E·洛伊環境外交獎。其後，袁裕豪改派至美國駐印度大使館擔任經濟事務副公使銜參贊，返美之後轉調國安會，於2015年3月—2016年7月間擔任國安會印度次大陸事務主任，2016年7月—2017年7月則在白宮國安會幕僚團擔任國際經濟主任，負責七大工業國組織、二十大工業國、全球經濟平台及亞洲經濟相關事務。
2018年5月1日起，袁裕豪重回國務院任職，出任經濟暨商業事務局運輸事務副助卿，作為航空談判處、運輸政策處兩個單位的直屬上司，領導商用航空相關協議的交涉，以及發展、協調國際民航和商務海運相關政策，並於任內的2019年獲頒科德尔·赫尔資深官員經濟成就獎。2020年12月29日，他改至國際組織事務局擔任代理首席副助卿，任期至2021年11月1日。2022年，美國計畫於馬爾地夫增設大使館，袁裕豪獲提名為新任駐馬爾地夫大使人選。